# Kanton Montreuil-Bellay
Kanton Montreuil-Bellay (fr. Canton de Montreuil-Bellay) je francouzský kanton v departementu Maine-et-Loire v regionu Pays de la Loire. Tvoří ho 13 obcí.

## Obce kantonu
- Antoigné
- Brézé
- Brossay
- Cizay-la-Madeleine
- Le Coudray-Macouard
- Courchamps
- Épieds
- Montreuil-Bellay
- Le Puy-Notre-Dame
- Saint-Cyr-en-Bourg
- Saint-Just-sur-Dive
- Saint-Macaire-du-Bois
- Vaudelnay